# Gemeiner Birnenblattsauger
Der Gemeine Birnenblattsauger (Cacopsylla pyri, Syn.: Psylla pyri) ist eine Art aus der Überfamilie der Blattflöhe, die ein Birnenschädling ist.

## Merkmale
Ausgewachsene Tiere (Imagines) des Gemeinen Birnenblattsaugers sind ungefähr 2,5 bis 3,5 Millimeter lang, Weibchen etwas größer als Männchen. Die Art tritt in zwei Färbungsvarianten auf (Farbdimorphismus). Überwinternde Individuen (Wintergeneration) sind überwiegend grün gefärbt. Die Membran der Flügel ist hyalin (glasklar) mit je einem dunklen Punkt innen an der Spitze des Clavus. Individuen der Sommergeneration(en) sind gelb, bräunlich oder schwarz gefärbt, mit hell gestreiftem Rumpf. Die Zellen der Vorderflügel sind bei ihnen unscharf zentral verdunkelt, ohne oder mit wenig markanten Punkt. Die Wangenzapfen der Sommergeneration sind auffallend blass gefärbt, bei der Wintergeneration zur Spitze hin verdunkelt. Die Nymphen des fünften (letzten) Larvenstadiums sind grün gefärbt mit zimtfarbenen Flügelscheiden und Skleriten.
Die 0,3 mm großen Eier des Birnenblattsaugers sind zunächst weiß, verfärben sich später gelb. Sie werden nebeneinander in kleinen Gruppen abgelegt.
Die Nymphen können bis zu 2 mm groß werden. Sie sind anfangs orangegelb und pigmentisieren sich dunkelbraun. Ältere Nymphen zeigen kleine Flügelschuppen.
Die Art ist schwer von anderen Blattfloharten, die auch auf Birne leben, zu unterscheiden, insbesondere von Cacopsylla pyricola. Diese Arten sind nur genitalmorphologisch unterscheidbar. Tatsächlich handelt es sich um einen Artenkomplex von sieben Arten, die bisher meist nicht unterschieden worden sind.

## Lebensweise
Als Wirtsart ist neben der Kultur-Birne (Pyrus communis) die Kleinasiatische Birne (Pyrus elaeagrifolia) bekannt. Die Art überwintert als ausgewachsenes Insekt (Imago) auf dem Wirt, in Ritzen und unter Rindenschuppen. Im Frühjahr legen die Weibchen kleine Gelege auf junge Zweige, spätere Generationen auch auf die Unterseite von Blättern, ab. Nymphen und Imagines saugen an Blättern und an Blatt- und Blütenstielen. Die Art besitzt im Norden ihres Verbreitungsgebiets, in Skandinavien, zwei Generationen im Jahr (bivoltin). Im Süden sind zahlreiche aufeinanderfolgende Generationen möglich, in Frankreich zum Beispiel bis zu fünf Generationen im Jahr.

## Verbreitung
Die Art ist paläarktisch verbreitet, von Europa über den Kaukasus und Mittelasien östlich bis China.

## Bekämpfung
Der Gemeine Birnenblattsauger lässt sich nur schwer bekämpfen. Meist werden die Larven mit Abamectin (Vertimec) behandelt. Ovizide (Diflubenzuron, Teflubenzuron) haben eine Teilwirkung gegen die Eier der 2. Generation.